# Uriminzokkiri
Uriminzokkiri (우리민족끼리?, letteralmente in italiano "La nostra nazione") è un sito internet nordcoreano lanciato nel 2003  finalizzato a fornire servizi d'informazione plurilingue sulla Corea del Nord e a propagandare le ideologie dello stato nordcoreano in tutto il mondo. Il sito dispone inoltre di account su Twitter, YouTube, Flickr e Facebook. Le notizie presenti sul sito sono fornite dalla Korean Central News Agency, l'agenzia di stampa nazionale della Corea del Nord, e da altre fonti ufficiali.
I server su cui il sito è ospitato sono localizzati a Shenyang, in Cina, e sono gestiti da China Unicom.

## Storia
Nell'agosto 2010, Uriminzokkiri ha aperto i suoi account su YouTube, Facebook e Twitter, allo scopo di promuovere su scala mondiale l'immagine della Corea del Nord.
Il 18 settembre 2012, Uriminzokkiri caricò su YouTube un video modificato digitalmente che mostrava la futura presidentessa sudcoreana Park Geun-hye intenta a ballare sulle note di Gangnam Style, dipingendola inoltre come un'ammiratrice del regime autocratico di suo padre, Park Chung-hee.
Il 5 febbraio 2013 un filmato di propaganda mostrante la città di New York in fiamme fu rimosso dal canale YouTube di Uriminzokkiri a seguito di un reclamo inoltrato dalla Activision ai sensi del DMCA, in quanto nel filmato erano presenti delle scene del videogioco Call of Duty: Modern Warfare 3. Il 19 marzo 2013 sul canale apparve un nuovo video di propaganda, mostrante un attacco armato alla città di Washington.
Il 3 aprile 2013 il gruppo hacker Anonymous rese noto di aver rubato 15.000 password di utenti del sito, nell'ambito della guerra virtuale condotta dal gruppo contro la Corea del Nord. Qualche ora dopo Anonymous hackerò completamente il sito e gli account Twitter e Flickr di Uriminzokkiri.